# 约瑟夫·恰佩克
约瑟夫·恰佩克（捷克語：Josef Čapek，1887年—1945年），旧译约瑟夫·卡贝克，是捷克画家、作家。其弟弟卡雷尔·恰佩克也是著名作家。

## 生平
1887年出生在一个医生家庭。曾做过纺织工人和铁匠的学徒，后来当上了《人民报》编辑。他和弟弟卡雷尔·恰佩克合作了许多作品。
据信，约瑟夫·恰佩克发明了“机器人”一词（见卡雷尔·恰佩克的作品《罗素姆的万能机器人》）。
在法西斯统治时期，他因为创作了大量的反法西斯作品而遭到了逮捕，被关入集中营，在二战胜利前夕不幸亡故。

## 图集

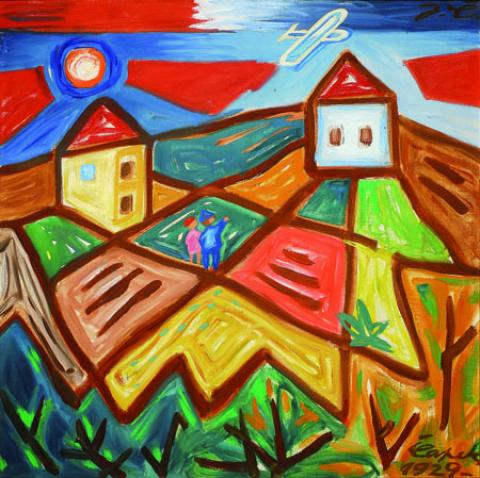
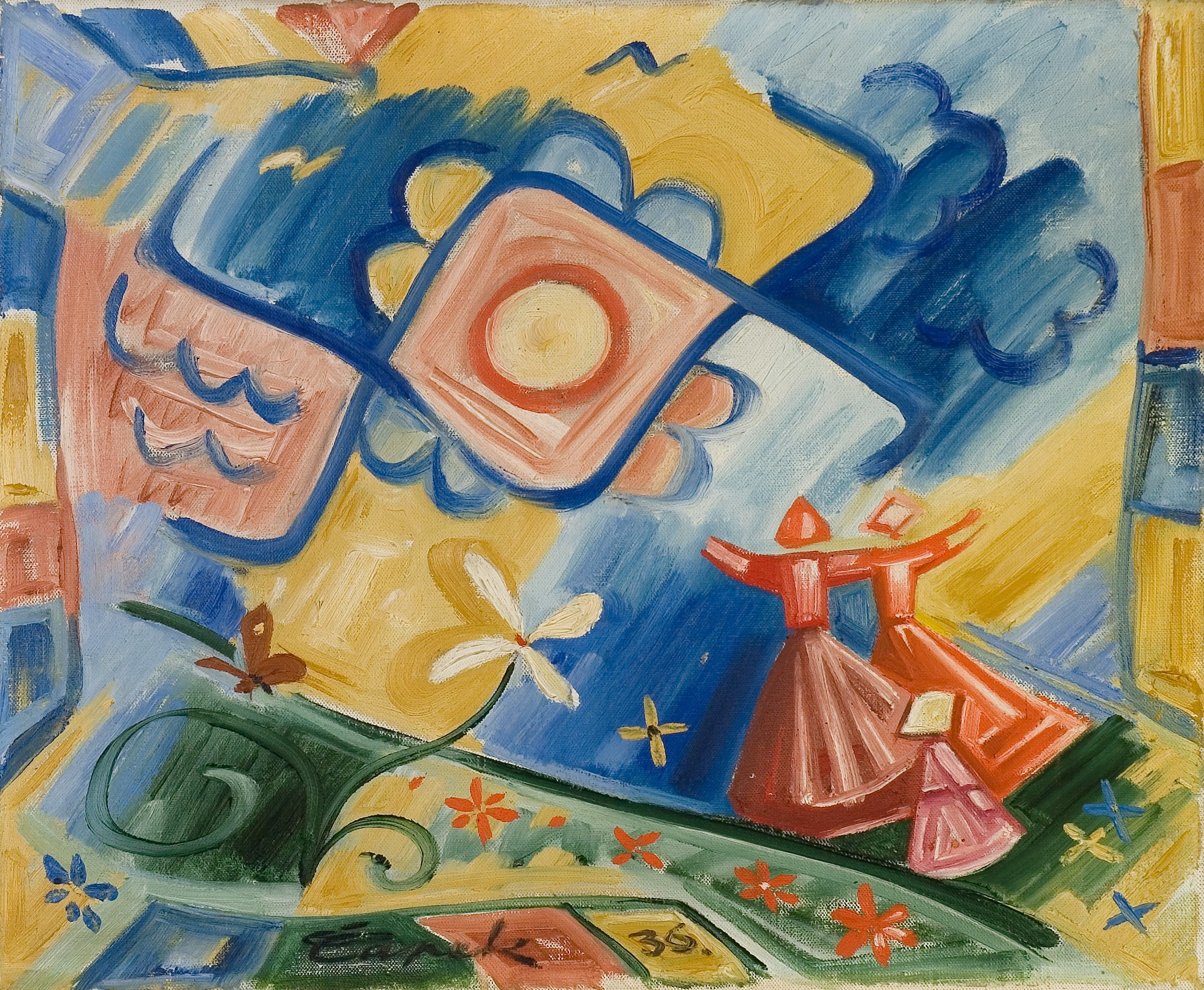
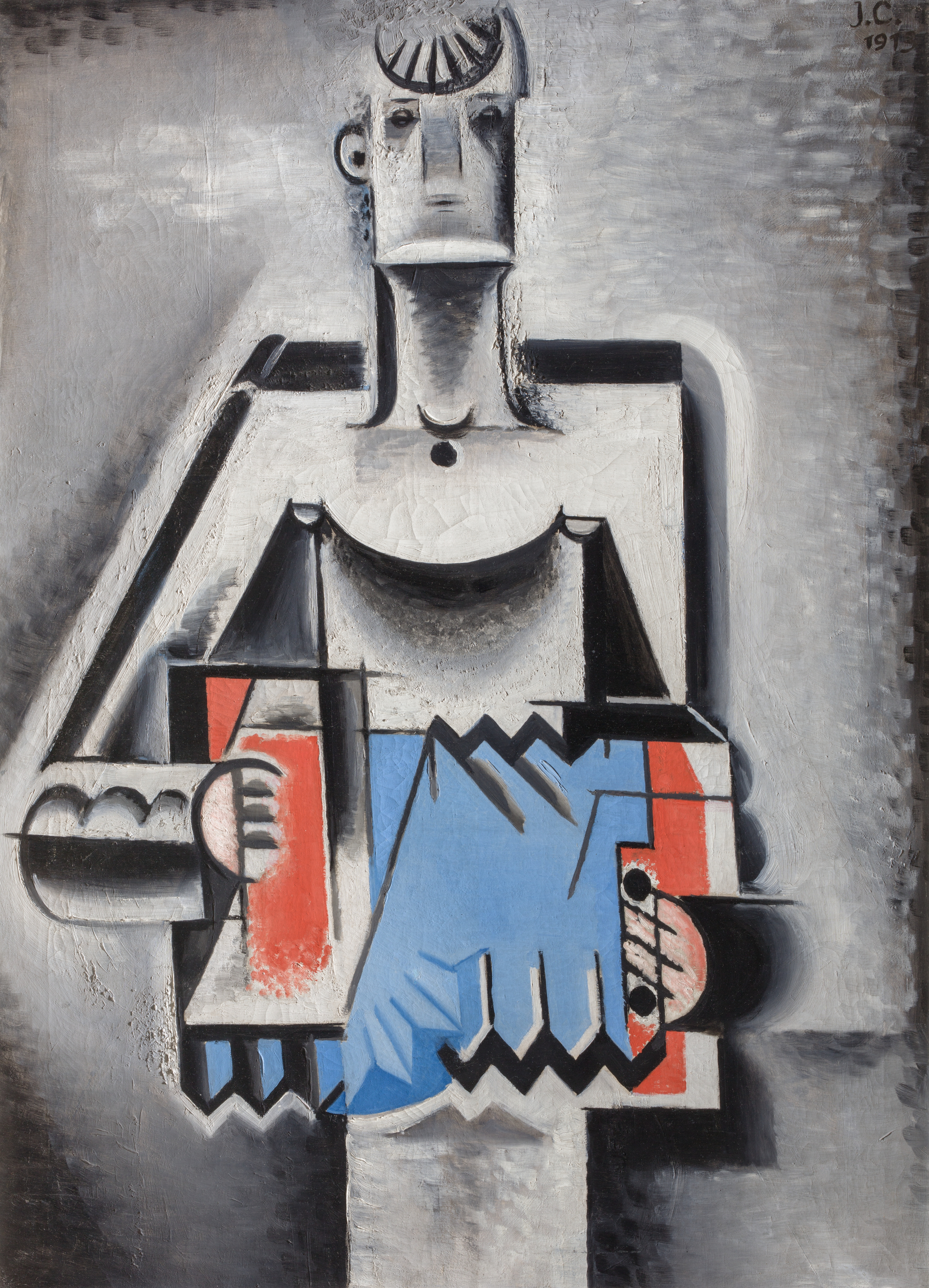
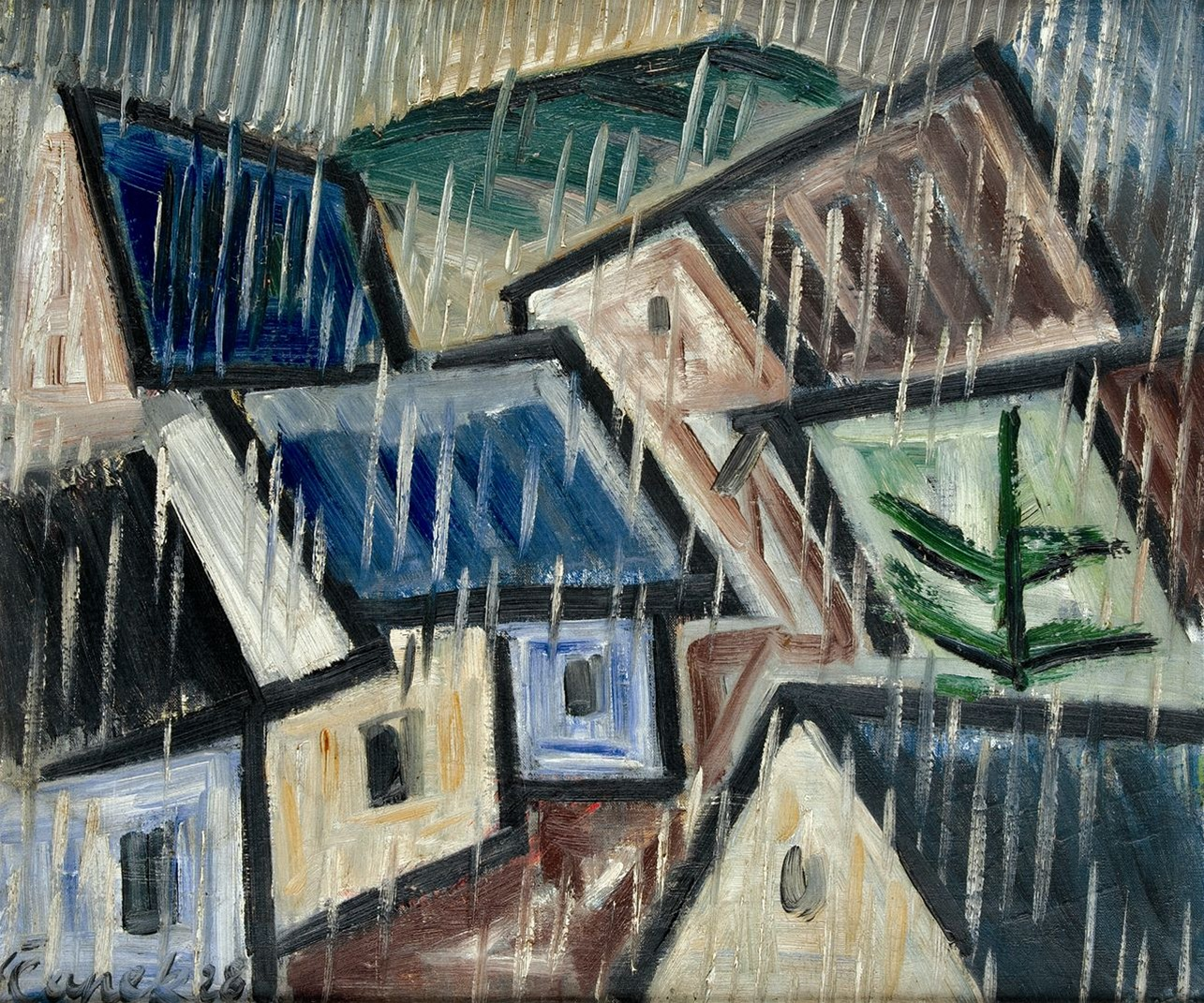
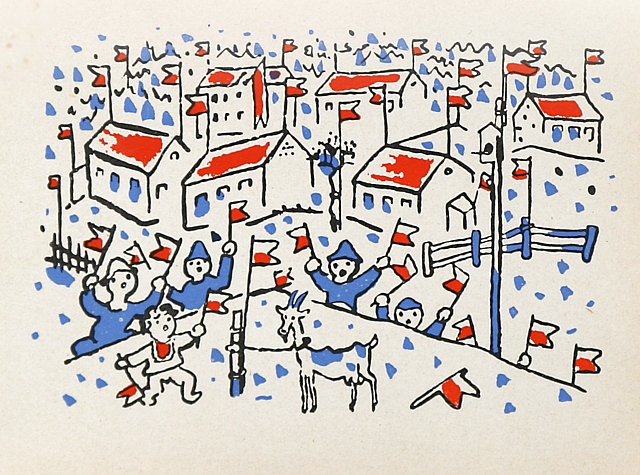
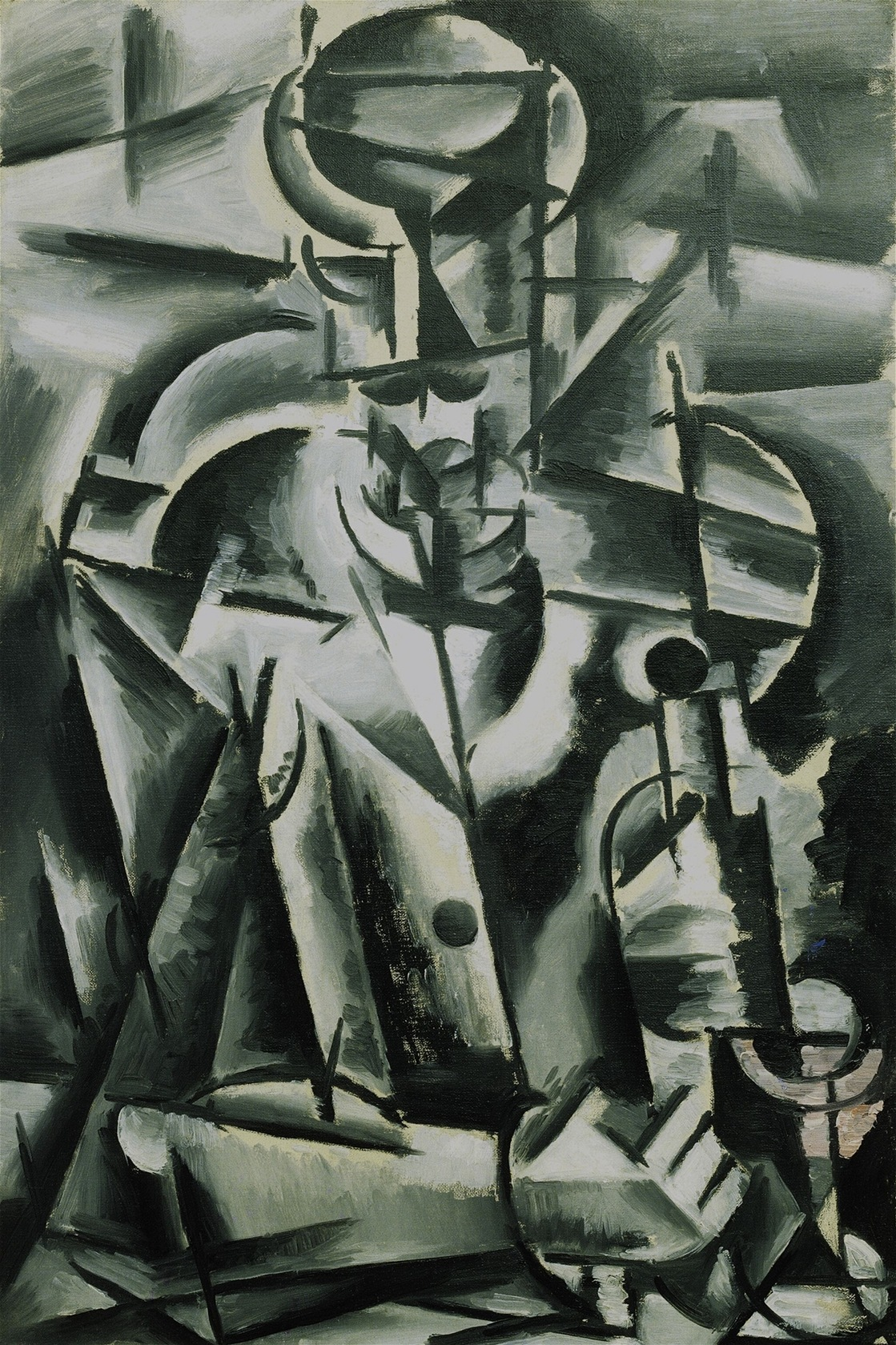
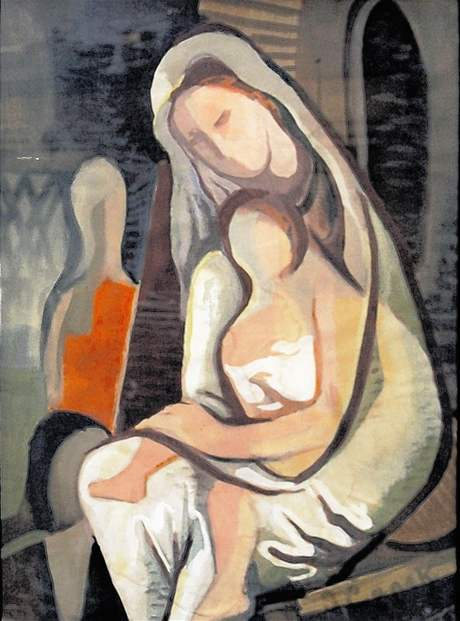
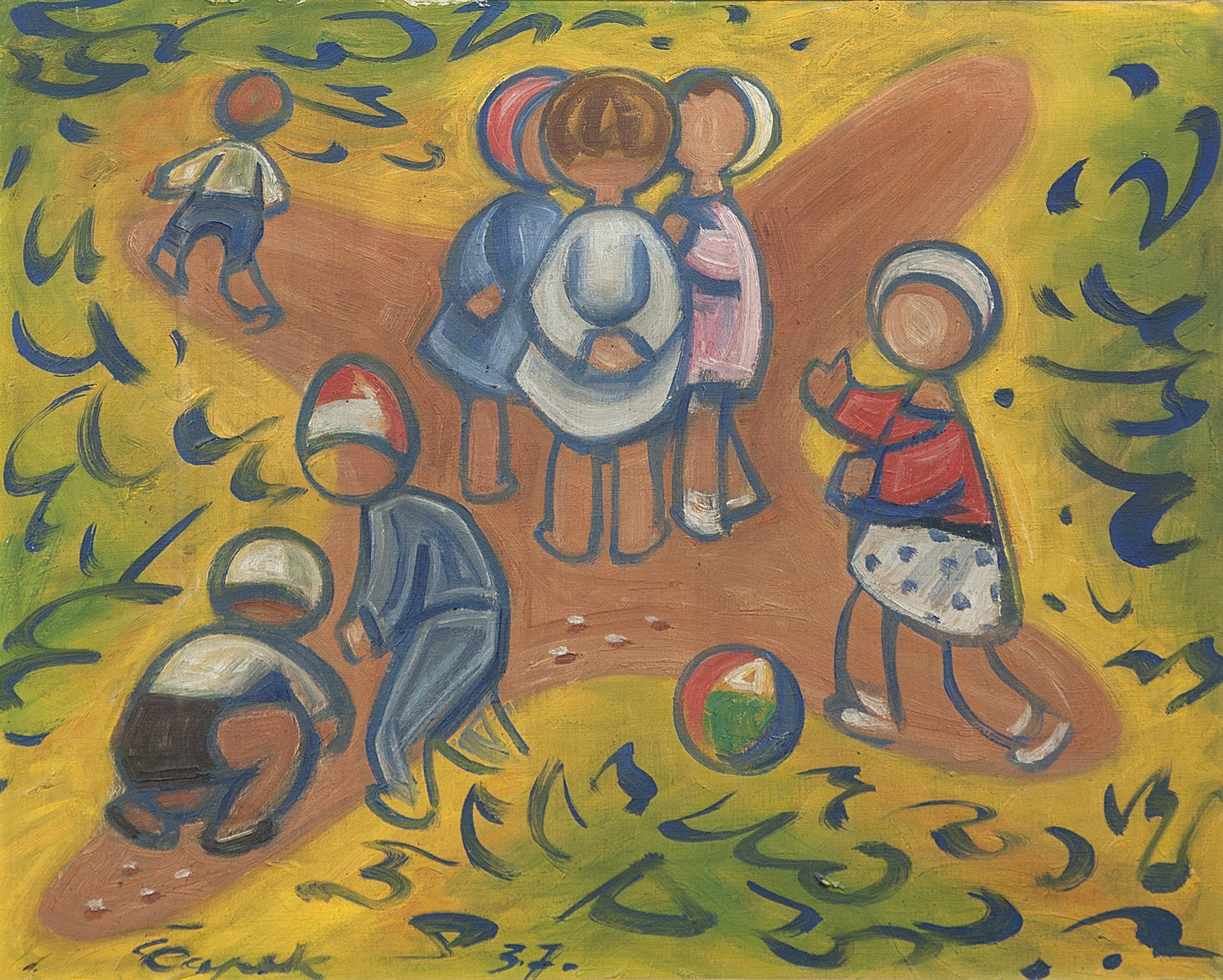
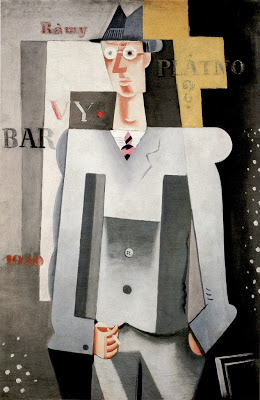

## 中译本
- 约瑟夫·卡贝克. . 由史丹妮 / 张铁民翻译. 少年儿童出版社. 1957年6月. CSBN 10024·1570.